# Gerald Heere

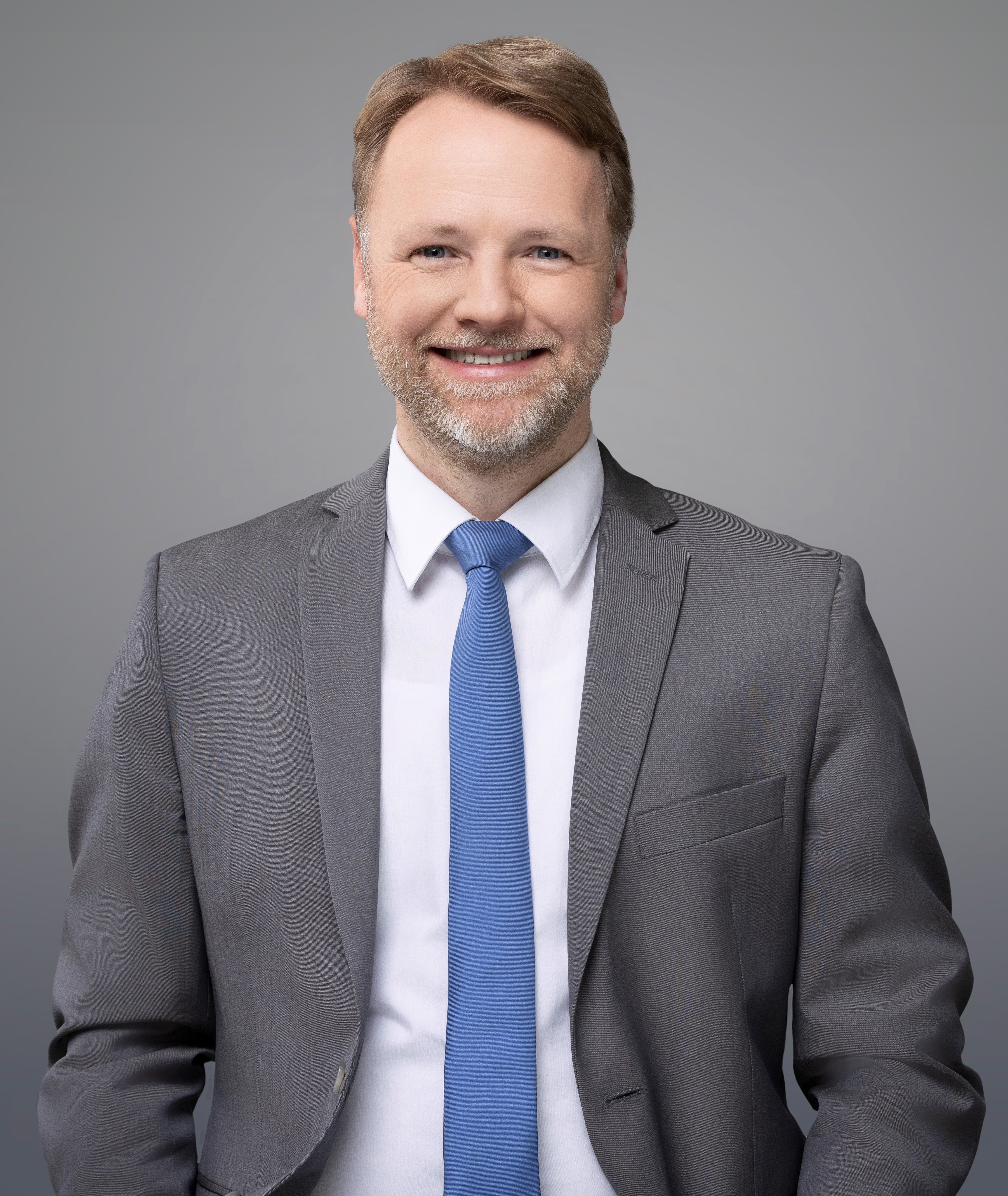
Gerald Heere, 2023

Gerald Heere (* 18. April 1979 in Siegburg) ist ein deutscher Politiker (Bündnis 90/Die Grünen). Seit November 2022 ist er niedersächsischer Finanzminister. Er war von 2013 bis 2017 sowie von 2021 bis 2022 Mitglied des Niedersächsischen Landtages.

## Leben
Nach dem Abitur 1998 am Lichtenberg-Gymnasium Cuxhaven und der Ableistung des Grundwehrdienstes begann er ein Magisterstudium an der Technischen Universität Braunschweig mit dem Hauptfach Politikwissenschaft und den Nebenfächern Neuere Geschichte und Informatik, das er 2005 abschloss. Danach wurde er wissenschaftlicher Mitarbeiter der Fraktion Bündnis 90/Die Grünen im Niedersächsischen Landtag zur Arbeit der Enquete-Kommission „Demografischer Wandel“. Ab 2006 war er als wissenschaftlicher Mitarbeiter und freiberuflicher Lehrbeauftragter am Institut für Sozialwissenschaften der Technischen Universität Braunschweig tätig.
Seit 2005 ist Gerald Heere Mitglied bei Bündnis 90/Die Grünen. Er stand über fünf Jahre dem Braunschweiger Kreisverband vor und war von 2011 bis 2016 Mitglied des Rats der Stadt Braunschweig.
Bei der Landtagswahl 2013 wurde er über Platz 16 der Landesliste in den Landtag gewählt. In der Grünen-Fraktion war er Sprecher für Haushalt und Finanzen sowie für Medienpolitik. Seit 2015 war er Mitglied im Fraktionsvorstand. Gerald Heere saß im Ausschuss für Haushalt und Finanzen und war stellvertretendes Mitglied im Ausschuss für Bundes- und Europaangelegenheiten und Medien.
Bei der Landtagswahl 2017 verpasste Heere mit Listenplatz 18 den Wiedereinzug in den Landtag, da die Grünen-Fraktion durch das schlechtere Wahlergebnis von 20 Sitzen auf nur noch 12 Sitze schrumpfte. Von 2019 bis 2021 war er Leiter des Senatorenbüros beim bremischen Senator für Finanzen Dietmar Strehl. Im Oktober 2021 rückte er für Stefan Wenzel, der in den 20. Deutschen Bundestag gewählt worden war, in den Landtag nach. Er wurde dort sogleich stellvertretender Fraktionsvorsitzender sowie Parlamentarischer Geschäftsführer der Grünen-Fraktion und folgte in diesem Amt Helge Limburg nach, der ebenfalls in den Bundestag gewählt worden war.
Bei der Landtagswahl 2022 stand Gerald Heere auf Platz 4 der Landesliste und wurde somit wieder in den Landtag gewählt. Nach den Koalitionsverhandlungen mit der SPD wurde er am 8. November 2022 zum Finanzminister ernannt. Im Zuge dessen legte er sein Landtagsmandat im Sinne der Trennung von Amt und Mandat nieder. Für ihn rückte Christian Schroeder in den Landtag nach.
Von 2013 bis 2022 war Gerald Heere Mitglied und von 2016 bis 2022 stellvertretender Vorsitzender der Versammlung der Niedersächsischen Landesmedienanstalt.
Gerald Heere wohnt seit 2016 in Hannover-Bothfeld. Er ist verheiratet und hat zwei Söhne.